# Aída Poblete
Aída Poblete del Solar (Temuco, 16 de abril de 1914 - Santiago de Chile, 23 de septiembre de 2000) fue una pintora y grabadora chilena que formó parte de la generación de 1940, junto a artistas como Francisco Otta, Israel Roa, Ximena Cristi, Ernesto Barreda, Eliana Banderet y Carlos Pedraza, entre otros. Incursionó tanto en el arte figurativo como en la abstracción, donde junto a Olga Morel y Ximena Cristi, compartió «la configuración de mundos y perspectivas de expresión femenina».

## Vida y obra
Estudió arte en la Universidad de Chile donde fue alumna de Gustavo Carrasco y Pablo Burchard; posteriormente se perfeccionaría con Emilio Pettoruti, Julio B. Payró y Jorge Romero Brest. Incursionó además en el grabado, rama plástica en la que fue alumna de Eduardo Vilches en la Pontificia Universidad Católica de Chile.
Fue parte del denominado Grupo de los cinco, junto a Matilde Pérez, Ximena Cristi, Sergio Montecinos y Ramón Vergara. La agrupación, que nació en una exposición que realizaron los artistas en el Instituto chileno-francés de Cultura, reflejó una inconformidad con la representación pictórica tradicional, por lo que se dedicó a experimentar con nuevos caminos para la creación artística.
Por otro lado, también perteneció al Grupo Rectángulo, que conformaban Elsa Bolívar, Ximena Cristi, Matilde Pérez, Ramón Vergara Grez y Gustavo Poblete, entre otros. El grupo estuvo adscrito a la abstracción geométrica, donde las formas plásticas de las obras dejaron de lado la representación y corporeidad tradicional.
En su obra se aprecia una dedicación hacia «los paisajes y las naturalezas muertas. En sus composiciones, de excelente dibujo, diluye las formas y las suaviza creando una delicada atmósfera».
Exposiciones y distinciones
Participó en varias exposiciones individuales y colectivas durante su carrera, entre ellas la Bienal de Madrid en 1951, la I y II Bienal de México (1958 y 1960 respectivamente), la I, II y III Bienal Internacional de Arte de Valparaíso (1973, 1975 y 1977 respectivamente), las muestras Retrato en la Plástica Chilena (1949), Rectángulo (1950), Homenaje a la Mujer (1974), Artistas Contemporáneos (1980), Museo Abierto (1950) y Mujeres en el Arte (1991) en el Museo Nacional de Bellas Artes de Chile, Encuentro de Pintores Chilenos y Norteamericanos (1961), Dibujos y Grabados (1961), Pintura Chilena (1962), El Dibujo en Bellas Artes, Escuela de Bellas Artes (1969) y Grupo de Pintores Abstractos (1980) en el Museo de Arte Contemporáneo de Santiago, entre otras exposiciones en Chile, América Latina y Europa.